# Synutra
Synutra est une entreprise chinoise spécialisée dans la production de lait infantile. Le chiffre d'affaires de Synutra atteint 365 millions de dollars en 2016, avec, en décembre 2012, près de 3 500 salariés ou indirectement 12 000 salariés. Sa principale usine se trouve à Shenzhen. Son siège social se situe à Rockville aux États-Unis.

## Histoire
En 1998, est fondée la co-entreprise Qingdao ShengYuan (青岛圣元), entre Beijing Honnete Dairy et Sodiaal. En 2003, la participation de Sodiaal dans cette co-entreprise est acquise par Beijing Honnete Dairy et Synutra Illinois (fondée en 2000), puis entre 2003 et 2005, Synutra Illinois acquiert Qingdao ShengYuan. En 2005, Synutra Illinois est nominalement acquise par le fonds d'investissement Vorsatech Ventures lors d'une transaction d'acquisition inverse, et ce dernier prend le nom de Synutra International.
En 2012, Synutra se lance en coopération avec Sodiaal dans la construction d'une usine de poudre de lait à Carhaix-Plouguer en France, qui devrait être son premier investissement à l'étranger, pour un coût de cent millions d'euros. Les travaux démarrent en janvier 2014, avant de commencer sa production en avril 2016. Le même mois, Synutra annonce de nouveaux investissements en France avec la construction d'une nouvelle usine à Carhaix, consacré cette fois au lait UHT, pour un investissement de deux cents millions d'euros, ainsi que la signature d'un nouveau contrat d'approvisionnement avec Sodiaal. En 2018, l'entreprise est confrontée à des méventes et l'avenir du site est incertain,,.
En septembre 2015, Synutra signe également un contrat d'approvisionnement avec Les Maîtres laitiers du Cotentin, ainsi qu'avec Sodiaal pour acheter les produits d'une usine de La Talaudière près de Saint-Étienne,.